# Нордгаузен (район)
Нордгаузен (нім. Nordhausen) — район у Німеччині, у складі федеральної землі Тюрингія. Адміністративний центр — місто Нордгаузен.

## Населення
Населення району становить 81 687 осіб (станом на 31 грудня 2021).

## Адміністративний поділ
Район складається з 27 міст і громад (нім. Gemeinden), 11 з яких об'єднані у два об'єднання громад (нім. Verwaltungsgemeinschaften).
Дані про населення наведені станом на 31 грудня 2021.
| Міста: 1. Бляйхероде (10129) 2. Герінген/Гельме (4659) 3. Ельріх (5492) 4. Нордгаузен (41339) | Громади: 1. Вертер (3050) 2. Герсбах (997) 3. Гоенштайн (2039) 4. Етцельсроде (Невірний параметр metadata 16062006) 5. Зольштедт (2965) 6. Кемштедт (445) 7. Кляйнбодунген (Невірний параметр metadata 16062025) 8. Края (Невірний параметр metadata 16062029) 9. Ліппрехтероде (484) 10. Нідергебра (619) 11. Урбах (860) 12. Фрідріхсталь (Невірний параметр metadata 16062007) |

Об'єднання громад:
Зірочками (*) позначені центри об'єднань громад.
| - Гайнляйте (Невірний параметр metadata 160625004) 1. Віппердорф (Невірний параметр metadata 16062058) 2. Волькрамсгаузен * (Невірний параметр metadata 16062059) 3. Грослора (849) 4. Гайнроде (Невірний параметр metadata 16062014) 5. Кляйнфурра (1009) 6. Нора (Невірний параметр metadata 16062039) | - Гонштайн/Зюдгарц (Невірний параметр metadata 160625006) 1. Бухгольц (Невірний параметр metadata 16062004) 2. Гарцтор * (7474) 3. Гарцунген (Невірний параметр metadata 16062016) 4. Геррманнзаккер (Невірний параметр metadata 16062018) 5. Нойштадт/Гарц (Невірний параметр metadata 16062036) |